# Monte Porcara
Monte Porcara (388 m), nel territorio comunale di Bagheria in Sicilia, è sede di un sito archeologico datato tra il VII e il III secolo a.C.

## Geologia
Il monte Porcara è costituito dal flysch numidico, una formazione di arenarie quarzose alternate con argille siltose frequente nella Sicilia centro-occidentale.

## Storia
Secondo una recente ipotesi i ruderi sul Monte Porcara sarebbero da identificare con la città indigena di Paropo. Nei pressi della sommità del monte si trovano scarsi resti della cinta muraria e della necropoli, costituita da sepolture a cassone in lastre di calcarenite e da sarcofagi monolitici dello stesso materiale, ancora ben distinguibili nel 1968.
Contestualmente, durante la seconda metà del XX secolo, nel sito sono stati rinvenuti anelli in argento - uno dei quali con inciso il simbolo della dea Tanit - e manufatti in pasta vitrea policroma di fabbricazione punica tra cui alabastroi, anphoriskoi, oinochoai e testine barbute, amuleti in pastiglia smaltata, una testina in ambra, un disco fittile con Helios in rilievo, dadi fittili e pestelli da mortaio in pietra lavica. Sono stati inoltre recentemente rinvenuti abbondanti frammenti di vasellame attico del V secolo a.C.
I materiali rinvenuti nell'insediamento di Monte Porcara sono conservati al Museo archeologico regionale di Palermo.